# Герман (Кокель)
Епи́скоп Ге́рман (в миру Григо́рий Афана́сьевич Ко́кель или Коккель; 23 ноября 1883, село Тарханы, Симбирская губерния — 2 ноября 1937, Бамлаг, Амурская область) — епископ Русской православной церкви, епископ Благовещенский.
Причислен к лику святых Русской православной церкви в 2001 году.

## Биография
Родился в многодетной семье чувашского крестьянина. Брат живописца Алексея Афанасьевича Кокеля. Рано лишился родителей.
Окончил второклассную церковную школу.
В 1895—1898 годы работал учителем в церковно-приходской школе села Батырева Буинского уезда (без диплома об образовании).
В 1898—1900 годы служил писцом в имении Удельного ведомства.
12 марта 1901 году принят послушником в Симбирский архиерейский дом.
4 октября 1901 года сдал экзамен на звание псаломщика.
21 апреля 1903 года назначен псаломщиком в село Шерауты, 2 августа перемещён в село Батырево.
16 декабря 1903 года сдал экстерном экзамен на учителя чувашского инородческого училища в Казанской учительской семинарии.
26 января 1905 года посвящён в стихарь.

### Священник
9 октября 1907 года поступил на Казанские миссионерские курсы, по окончании которых 26 июля 1909 года рукоположён во иерея.
Состоял на миссионерской службе в чувашских сёлах Туруново, Трёхизб-Шемурша, Пандиково, Чурачики, Новочелны-Сюрбеево. Вел активную просветительскую деятельность среди чувашей, подверженных влиянию ислама и языческим суевериям. Переводил и издавал православные книги, открыл чувашскую школу псаломщиков. Он возами привозил из Симбирска христианские книги на чувашском языке и не оставалось практически ни одной семьи, не получившей от него Евангелие, Псалтирь, Канонник. Он разъяснял суетность и гибельность колдовства, писал проповеди, размножив их дома на машинке, рассылал по приходам. Когда народ начинал понимать сущность христианской веры, переходил в другую волость, не оставаясь на одном приходе более 2-3 лет.
По некоторым данным, в конце 1917 года был арестован, но вскоре освобождён по ходатайству крестьян.
С 1921 года учился в Богословском институте в Петрограде, который окончил в 1924 году.

### Архиерей
Осенью 1924 года выдвинут как кандидат в епископы группой чувашских священнослужителей, которые выступали за самостоятельную организацию чувашских приходов в связи с захватом церковной власти в Чувашии обновленцами. К лету 1924 года приверженцы патриарха Тихона сохранили контроль только над 37 приходами. Успеху обновленцев сопутствовал чувашский епископат и придание чувашскому обновленчеству чувашских национальных черт.
28 ноября 1924 года направил Патриарху Тихону послание: «В пределах Чувашской области нет православного епископа для чувашских приходов, которые были в составе Казанской митрополии. Я же, как викарий Симбирской епархии, не имею права делать распоряжения для этих приходов. Между тем и тут налицо непорядки в приходах. Посему почтительнейше испрашиваю соизволения вашего святейшества на временное управление мною всеми православными приходами Чувашской области впредь до прибытия митрополита Кирилла»
После пострижения в мантию, 9 декабря 1924 года Патриарх Московский и всея России Тихон возглавил хиротонию Германа во епископа Ибресинского, викария Ульяновской епархии. Ему было дано благословение на управление чувашскими приходами, входившими до образования Чувашской автономной области в состав как Симбирской, так и Казанской губернии.
17 декабря епископ Герман прибыл в посёлок Ибреси. Он последовательно посещал все приходы, увещевая священников вернуться в Патриаршую Церковь.
Чувашский отдел ОГПУ сообщал, что с появлением в пределах Чувашии епископа Германа ситуация характеризуется «повсеместным подъемом работы духовенства тихоновского толка», «в деятельности духовенства замечается крутой перелом в сторону поднятия активных действий тихоновского течения». В течение нескольких месяцев бо́льшая часть православных Чувашии отошла от обновленцев. Обновленческий «архиепископ Чебоксарский» Тимофей (Зайков) написал донос на епископа Германа в ГПУ, в котором призвал принять решительные меры против его «контрреволюционной деятельности».

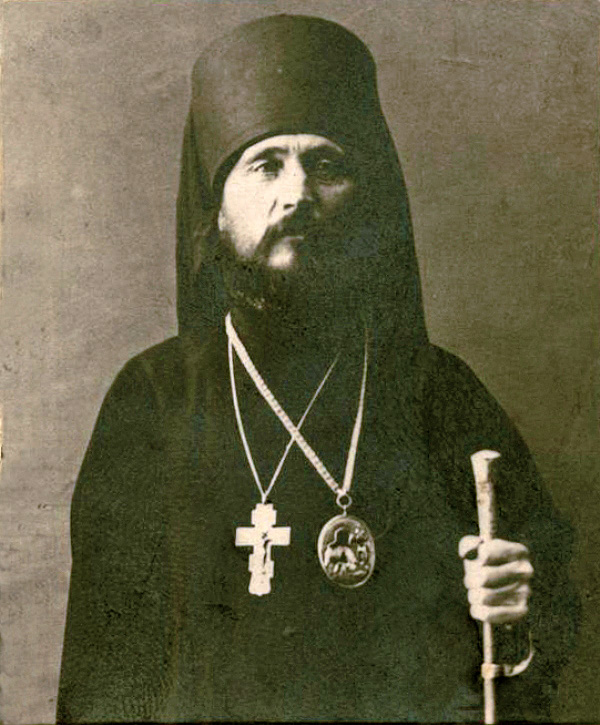
Епископ Герман

В 1925—1926 годы — временно управлял и Алатырским викариатством.
После перехода епископа Виссариона (Зорнина) в григорианский раскол Заместитель Патриаршего Местоблюстителя митрополит Сергий (Страгородский) поручил епископу Герману управление Ульяновской епархией.
В это время он активно боролся с представителями григорианского движения. Борьба приобретала острые формы — так, однажды епископ был избит монахинями, перешедшими к григорианцам.
В 1926 году находился под арестом. По решению Особого совещания при коллегии ОГПУ от 4 июня 1926 года он был приговорён к 3 годам высылки за пределы Чувашской АССР. Следственные органы приняли во внимание то обстоятельство, что дальнейшее пребывание епископа Германа на территории области «может вредно отразиться на политнастроении и спокойствии населения», а также «вызвать среди населения недоверие к власти». В дальнейшем получал назначения на служение в местах ссылки
С 1926 года — епископ Бугульминский, викарий Самарской епархии, временно управлял Бугурусланским викариатством.
С 1927 года — епископ Бугурусланский. В 1928 был выслан в Сибирь.
В 1928 году выслан в Сибирь, назначен епископом Кузнецким, викарием Томской епархии и временно управляющий Томской епархией.
В ноябре 1930 — июле 1931 года — епископ Омский и Павлодарский
С июля 1931 года — епископ Никольско-Уссурийский, временно управляющий Приморской и Владивостокской епархией.
С сентября 1931 года — епископ Барнаульский, одновременно управлял Бийско-Алтайской епархией.
Так как в декабре 1931 года епископом Барнаульским был назначен Тарасий (Ливанов), следует считать что епископ Герман тогда был уволен от управления Барнаульской епархией. Вместе с тем сам факт его последующего ареста в Бийске позволяет предполагать, что он сохранил за собой временное управление Бийской епархией.
1 апреля 1932 года арестован в Бийске по обвинению в «антисоветских высказываниях» во время проповедей, освобождён 27 июля.
С 2 октября 1932 года — епископ Благовещенский.

### Арест, лагерь, мученическая кончина
11 февраля 1933 года был арестован в Хабаровске, приговорён к 10 годам лишения свободы находился в заключении в городе Свободный (ранее Алексеевск) Амурской области, работал счетоводом. В лагере продолжал религиозную деятельность. Был осуждён Тройкой УНКВД по Амурской области по обвинению в контрреволюционной пропаганде, приговорён к высшей мере наказания и 2 ноября 1937 года расстрелян в одном из лагерей Бамлага.

## Канонизация и исключение из общецерковного календаря
Священный Синод Русской православной церкви 17 июля 2001 года включил имя епископа Германа в Собор Новомучеников и Исповедников Российских.
В конце 2012 года стало известно, что имя священномученика Германа (Кокеля), в числе 36 новомучеников, было исключено из общецерковного календаря на 2013 год без каких-либо объяснений со стороны официальных структур Русской православной церкви; при этом решения о деканонизации не выносилось ни Священным Синодом, ни прошедшем в феврале 2013 года Архиерейским Собором. По мнению протодиакона Андрея Кураева, такое могло случиться ввиду открытия новых документов, содержащих указания на факты, «не соответствующие христианским представлениям о том, как святой (не простой человек, а именно образцовый святой) должен вести себя на допросе и даже под пыткой». При этом Кураева удивил факт того, что не объявлено, какая именно структура РПЦ несёт ответственность за изъятие 36 новомучеников из церковного календаря, и само это событие со стороны церкви никак не объяснено.